# Алдя-Теодорович, Ион Христофорович
Ион Христофорович Алдя-Теодорович (рум. Ion Aldea-Teodorovici; 7 апреля 1954, Леова — 30 октября 1992, Кошерены, Яломица) — советский и молдавский композитор и певец, младший брат Петрэ Теодоровича. Заслуженный артист Молдавской ССР (1989).

## Биография
Родился 7 апреля 1954 года.
В 1981 году закончил Кишинёвскую государственную консерваторию имени Г. Музическу по классу композитора П. Б. Ривилиса.
В 1981 году женился на Дойне Марине, и 5 августа 1982 года у них родился сын — Кристофор Алдя-Теодорович.
В ночь с 29 на 30 октября 1992 года Ион и его жена Дойна погибли в автокатастрофе в 49 километрах от Бухареста — машина, на которой они ехали в Кишинёв, врезалась в дерево. Похоронены на Центральном (Армянском) кладбище Кишинёва.

## Творчество
Написал более 300 песен, музыку к фильмам. Работал с братом — Петрэ Теодоровичем. Его песни исполняли Надежда Чепрага, Анастасия Лазарюк, София Ротару, Ион Суручану, Нина Круликовски, Зинаида Жуля и многие другие исполнители.

## Память
- Сын артистов — Кристи Алдя-Теодорович — создал фестиваль «Dоuа inimi gemene» («Сердца-близнецы»), посвящённый памяти исполнителей.
- В Кишинёве открыт памятник Иону и Дойне Алдя-Теодорович.[1]
- В честь артистов в Молдавии была выпущена памятная монета в 100 лей (в обращении с 3 августа 2010 года).[2]

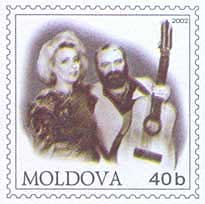
Почтовая марка Молдовы, 2002 год: Ион и Дойна Теодоровичи
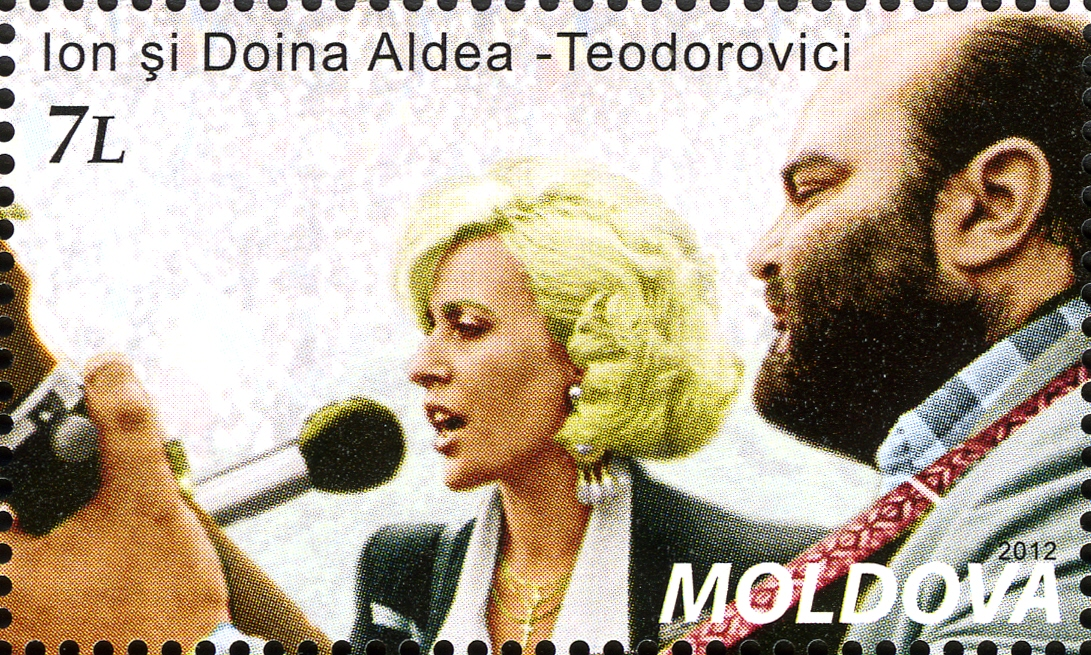
Почтовая марка Молдовы, 2012 год: Ион и Дойна Теодоровичи

## Звания и награды
- В 1993 году посмертно награждён молдавским орденом Республики.
- Заслуженный артист Молдавской ССР (1989).
- В 2010 году посмертно присвоено звание Почётного гражданина Кишинёва[3].

## Нотные издания
- «Окий тэй, Молдовэ». Кулеӂере де музикэ фолк. Кишинёв, изд. «Литература Артистикэ», 1982 г.